# Альбом ФІДЕ
Альбом ФІДЕ (англ. FIDE Album) — зібрання найкращих творів шахових композиторів за певний проміжок часу (як правило, за 3 роки). Випускається за постановою Міжнародної Комісії ФІДЕ з шахової композиції.

## Опис
Альбоми ФІДЕ публікуються з 1961 року. У них потрапляють етюди та задачі, що отримали в сумі не менше ніж 8 балів від трьох суддів, за три роки, починаючи з циклу 1956-58 років. Проведено відбір етюдів за 1914-44 та 1945-55 роки. З 1914 року по 1982 рік було опубліковано 1222 етюди.
|   | Кращі етюди в Альбомі      | Пошук         | К-сть      |
| - | -------------------------- | ------------- | ---------- |
| 1 | FIDE Album 1914—1944 / III | album-1914-44 | 436 етюдів |
| 2 | FIDE Album 1945—1955       | album-1945-55 | 361 етюд   |
| 3 | FIDE Album 1956—1958       | album-1956-58 | 70 етюдів  |
| 4 | FIDE Album 1959—1961       | album-1959-61 | 103 етюди  |
| 5 | FIDE Album 1962—1964       | album-1962-64 | 160 етюдів |
| 6 | FIDE Album 1980—1982       | album-1980-82 | 92 етюди   |
|   |                            |               | 1222 етюди |

Кожен альбом має такі розділи:
- Двоходові;
- Триходові;
- Багатоходові задачі;
- Етюди;
- Казкові шахи;
- Неортодоксальні задачі;
- Кооперативний мат;
- Обернений мат;
- Ретрозадачі.

З 1965 до кожного альбому відбирається понад 800 творів.
Публікація композицій дає право на присвоєння звання міжнародний гросмейстер і міжнародний майстер з шахової композиції.
| Альбоми Роки | Виданий | К-сть композицій | К-сть авторів |
| 1914-1944    |         | 2809             |               |
| 1945-1955    |         | 1891             | 446           |
| 1956-1958    | 1961    | 661              | 246           |
| 1959-1961    | 1966    | 738              | 225           |
| 1962-1964    | 1968    | 908              | 288           |
| 1965-1967    | 1976    | 800              | 181           |
| 1968-1970    | 1977    | 805              | 280           |
| 1971-1973    | 1978    | 800              | 283           |
| 1974-1976    | 1980    | 800              | 285           |
| 1977-1979    | 1983    | 800              | 310           |
| 1980-1982    | 1988    | 1083             |               |
| 1983-1985    | 1992    | 1103             |               |
| 1986-1988    | 1995    | 1114             |               |
| 1989-1991    | 1997    | 1056             |               |
| 1992-1994    | 2001    | 963              |               |
| 1995-1997    | 2004    | 1153             |               |
| 1998-2000    | 2007    | 1267             |               |

За часів незалежної держави Україна з 1991 в Альбомі ФІДЕ почали публікувати композиції й українських авторів з посиланням на УШФ.
Альбом 2001—2003 (виданий 2004). У цьому виданні в розділі «А» (двоходові задачі) відібрано 174 композиції 62 авторів, серед них надруковано 65 задач 14 українських авторів.
У цьому розділі абсолютну перемогу здобув Василь Дячук (29 задач: 24, 86 очок).
У розділі триходових задач М. Марандюк має 17 задач із 145, а в розділі багатоходових задач — 18 із 124.
У розділі етюдів українець С. Ткаченко і москвич М. Кралін мають по 12,5 очок і поділяють 1-2-ге місце
До розділу кооперативних матів відібрано 5 задач В. Семененка.
Із українських авторів найкращих показників домоглися Ю. Гордіан, В. Дячук, Г. Козюра, по 3 задачі яких увійшло до розділу зворотних матів.
До розділу казкових матів потрапили 3 задачі О. Постникова з Харкова.